# Pyrrhalta maculicollis
Pyrrhalta maculicollis es una especie de insecto coleóptero de la familia Chrysomelidae.
Fue descrita científicamente en 1853 por Motschulsky.